# Tjörns landskommun
Tjörns landskommun var en tidigare kommun i förutvarande Göteborgs och Bohus län.

## Administrativ historik
Kommunen bildades vid 1952 års kommunreform genom sammanläggning av Rönnängs landskommun, Klädesholmens landskommun, Klövedals landskommun, Stenkyrka landskommun och Valla landskommun. 
Till kommunen överfördes samtidigt ett antal municipalsamhällen vilka alla upplöstes 31 december 1959:
- Blekets municipalsamhälle från Stenkyrka och Rönnängs landskommuner
- Klädesholmens municipalsamhälle från Klädesholmens landskommun, inrättat i Stenkyrka landskommun
- Kyrkesunds municipalsamhälle från Klövedals landskommun
- Skärhamns municipalsamhälle från Stenkyrka landskommun
- Stora Dyröns municipalsamhälle från Rönnängs landskommun, inrättat i Stenkyrka landskommun
- Tjörnekalvs municipalsamhälle från Rönnängs landskommun, inrättat i Stenkyrka landskommun
- Åstols municipalsamhälle från Rönnängs landskommun, inrättat i Stenkyrka landskommun

Kommunen upphörde med utgången av år 1970 då den ombildades till Tjörns kommun.
Centralort var Skärhamn.
Kommunkod 1952–70 var 1419.

### Kyrklig tillhörighet
I kyrkligt hänseende tillhörde kommunen församlingarna Klädesholmen, Klövedal, Rönnäng, Stenkyrka och Valla.

## Geografi
Tjörns landskommun omfattade den 1 januari 1952 en areal av 167,71 km², varav 166,34 km² land.

### Tätorter i kommunen 1960
| Tätort       | Folkmängd |
| ------------ | --------- |
| Skärhamn     | 1 286     |
| Klädesholmen | 789       |
| Rönnäng      | 691       |
| Åstol        | 540       |
| Stora Dyrön  | 316       |
| Bleket       | 277       |
| Kyrkesund    | 268       |

Tätortsgraden i kommunen var den 1 november 1960 50,0 procent.

## Politik

### Mandatfördelning i valen 1950–66
| 6 | 26 | 3 |  | 4 |

| 40 |

| 5 | 9 | 3 | 19 | 4 |

| 38 |

| 5 | 23 | 3 | 4 | 5 |

| 40 |

| 7 | 21 | 2 | 7 | 3 |

| 40 |

| 6 | 15 | 3 | 10 |  | 5 |

| 40 |